# Dehaasia candolleana
Dehaasia candolleana är en lagerväxtart som först beskrevs av Carl Daniel Friedrich Meisner, och fick sitt nu gällande namn av Kostermans. Dehaasia candolleana ingår i släktet Dehaasia och familjen lagerväxter. Inga underarter finns listade i Catalogue of Life.